# جاکومو فرازو
جاکومو فرازو (انگلیسی: Giacomo Ferrazzo؛ زادهٔ ۲ مارس ۱۹۹۹) بازیکن فوتبال است.